# Eustalomyia hilaris

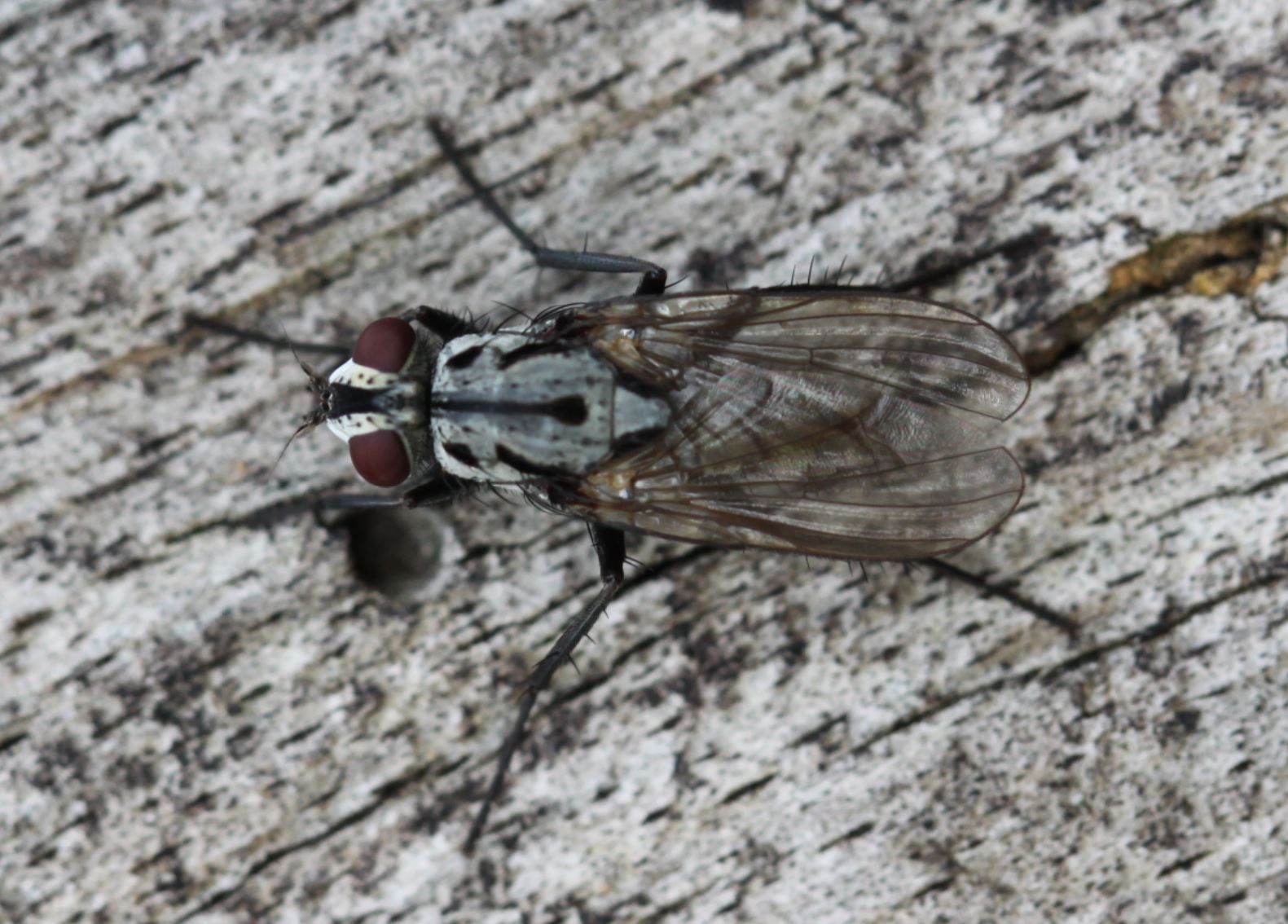
Weibchen, Dorsalansicht

Eustalomyia hilaris ist eine Fliege aus der Familie der Blumenfliegen (Anthomyiidae).

## Merkmale
Die Größe der Fliegen weist wie bei vielen Kommensalen eine große Varianz auf und reicht von 6 bis 9 Millimetern. Kopf, Thorax und Schildchen der Fliegen sind weißgrau gefärbt. Über den Thorax verläuft mittig eine schwarze Strieme nach hinten und endet kurz vor Erreichens des Scutellums in einem Fleck. Seitlich auf dem Thorax befinden sich jeweils zwei größere schwarze Flecke. Die Seiten des Scutellums sind schwarz gefärbt. Der Hinterleib weist paarig schwarze Flecke auf. Die Beine sind schwarz gefärbt.

## Verbreitung
Eustalomyia hilaris ist in Europa weit verbreitet. Im Norden reicht das Vorkommen bis nach Fennoskandinavien und nach Großbritannien, im Süden bis in den Mittelmeerraum und nach Nordafrika, im Osten bis nach Asien.

## Lebensweise
Die Fliegen beobachtet man hauptsächlich von Mai bis August. Eustalomyia hilaris ist ein Kleptoparasit. Die Fliegen legen ihre Eier in die Nisthöhlen verschiedener Grabwespen der Familie Crabronidae, darunter Ectemnius cavifrons und Ectemnius cephalotes. Diese Grabwespen legen ihre Nisthöhlen gewöhnlich in Weichholz an und bevorraten ihr Nest mit erbeuteten Fliegen. Die geschlüpften Larven von Eustalomyia hilaris entwickeln sich in den Wespennestern. Sie ernähren sich von den Vorräten ihrer Wirte, möglicherweise auch von deren Brut.